# 刺枝豆属
刺枝豆属（学名：Eversmannia）是蝶形花科下的一个属。该属仅有Eversmannia hedysaroides一种，分布于中亚至中国新疆。